# مقاطعة كاتاهولا (لويزيانا)
مقاطعة كاتاهولا (بالإنجليزية: Catahoula Parish, Louisiana)‏ هي إحدى مقاطعات ولاية لويزيانا في الولايات المتحدة. تأسست سنة 1808، وتبلغ مساحتها 1915 كم2، بلغ عدد سكانها 10407 نسمة في عام 2010 حسب إحصاء مكتب تعداد الولايات المتحدة وتصل الكثافة السكانية فيها 6 نسمة/كم2.

## أعلام
- ويليام بي. سبنسر

## وصلات خارجية
- United States Counties